# Jackson (Luizjana)
Jackson – miasto w Stanach Zjednoczonych, w stanie Luizjana, w parafii East Feliciana.